# Polypodiodes someyae
Polypodiodes someyae är en stensöteväxtart som först beskrevs av Ryôkichi Yatabe, och fick sitt nu gällande namn av Nakaike. Polypodiodes someyae ingår i släktet Polypodiodes och familjen Polypodiaceae. Utöver nominatformen finns också underarten P. s. awaensis.